# Грумбах (Глан)
Грумбах (нем. Grumbach) — община в Германии, в земле Рейнланд-Пфальц.
Входит в состав района Кузель. Подчиняется управлению Лаутереккен. Население составляет 466 человек (на 31 декабря 2010 года). Занимает площадь 3,31 км².